# Kabinett Erdoğan IV
Das Kabinett Erdoğan IV war die 66. Regierung der Türkei und amtierte nach der Parlaments- und Präsidentschaftswahl vom 9. Juli 2018 bis zum 3. Juni 2023. Durch die Verfassungsänderungen durch das Referendum 2017 wurde der Ministerrat abgeschafft und der Staatspräsident wurde die alleinige verfassungsmäßige Spitze der Exekutive. Somit war dieses Kabinett die erste Regierung des neuen Präsidialsystems des Landes. Es wurde von Recep Tayyip Erdoğan geführt, der am 24. Juni 2018 zum Staatspräsidenten gewählt wurde.
Nach der Parlamentswahlen am 14. Mai 2023 sowie den Präsidentschaftswahlen am 14. und 28. Mai 2023 bildete Erdoğan am 3. Juni 2023 die 67. Regierung des Landes.

## Regierung
| Amt                                                                                    | Bild                                                 | Amtsinhaber          | Amtszeit                               | Partei | Partei    |
| -------------------------------------------------------------------------------------- | ---------------------------------------------------- | -------------------- | -------------------------------------- | ------ | --------- |
| Staatspräsident Cumhurbaşkanı                                                          |                                                      | Recep Tayyip Erdoğan | 9. Juli 2018 bis 3. Juni 2023          |        | AK-Partei |
| Vizepräsident Cumhurbaşkanı Yardımcısı                                                 |                                                      | Fuat Oktay           | 9. Juli 2018 bis 3. Juni 2023          |        | parteilos |
| Minister für Auswärtige Angelegenheiten Dışişleri Bakanı                               |                                                      | Mevlüt Çavuşoğlu     | 9. Juli 2018 bis 3. Juni 2023          |        | AK-Partei |
| Innenminister İçişleri Bakanı                                                          |                                                      | Süleyman Soylu       | 9. Juli 2018 bis 3. Juni 2023          |        | AK-Partei |
| Finanzminister Hazine ve Maliye Bakanı                                                 |                                                      | Berat Albayrak       | 9. Juli 2018 bis 9. November 2020      |        | AK-Partei |
| Finanzminister Hazine ve Maliye Bakanı                                                 | Lütfi Elvan                                          | Lütfi Elvan          | 10. November 2020 bis 2. Dezember 2021 |        | AK-Partei |
| Finanzminister Hazine ve Maliye Bakanı                                                 | Nureddin Nebati in European Commission (cropped).jpg | Nureddin Nebati      | 2. Dezember 2021 bis 3. Juni 2023      |        | AK-Partei |
| Justizminister Adalet Bakanı                                                           |                                                      | Abdülhamit Gül       | 9. Juli 2018 bis 29. Januar 2022       |        | AK-Partei |
| Justizminister Adalet Bakanı                                                           |                                                      | Bekir Bozdağ         | 29. Januar 2022 bis 3. Juni 2023       |        | AK-Partei |
| Minister für Energie und Naturschätze Enerji Ve Tabii Kaynaklar Bakanı                 |                                                      | Fatih Dönmez         | 9. Juli 2018 bis 3. Juni 2023          |        | parteilos |
| Minister für Landwirtschaft und Tierhaltung Tarım ve Orman Bakanı                      |                                                      | Bekir Pakdemirli     | 9. Juli 2018 bis 3. Juni 2023          |        | AK-Partei |
| Minister für Kultur und Tourismus Kültür ve Turizm Bakanı                              |                                                      | Mehmet Ersoy         | 9. Juli 2018 bis 3. Juni 2023          |        | parteilos |
| Gesundheitsminister Sağlık Bakanı                                                      |                                                      | Fahrettin Koca       | 9. Juli 2018 bis 3. Juni 2023          |        | parteilos |
| Minister für Nationale Bildung Millî Eğitim Bakanı                                     |                                                      | Ziya Selçuk          | 9. Juli 2018 bis 6. August 2021        |        | parteilos |
| Minister für Nationale Bildung Millî Eğitim Bakanı                                     |                                                      | Mahmut Özer          | 6. August 2021 bis 3. Juni 2023        |        | parteilos |
| Minister für Nationale Verteidigung Millî Savunma Bakanı                               |                                                      | Hulusi Akar          | 9. Juli 2018 bis 3. Juni 2023          |        | parteilos |
| Minister für Industrie und Technologie Sanayi ve Teknoloji Bakanı                      |                                                      | Mustafa Varank       | 9. Juli 2018 bis 3. Juni 2023          |        | parteilos |
| Ministerin für Familie und soziale Dienstleistungen Aile ve Sosyal Hizmetler Bakanlığı |                                                      | Zehra Zümrüt Selçuk  | 9. Juli 2018 bis 21. April 2021        |        | parteilos |
| Ministerin für Familie und soziale Dienstleistungen Aile ve Sosyal Hizmetler Bakanlığı |                                                      | Derya Yanık          | 21. April 2021 bis 3. Juni 2023        |        | AK-Partei |
| Minister für Arbeit und soziale Sicherheit Çalışma ve Sosyal Güvenlik Bakanlığı        |                                                      | Vedat Bilgin         | 21. April 2021 bis 3. Juni 2023        |        | AK-Partei |
| Minister für Transport und Infrastruktur Ulaştırma ve Altyapı Bakanı                   |                                                      | Mehmet Cahit Turhan  | 9. Juli 2018 bis 28. März 2020         |        | parteilos |
| Minister für Transport und Infrastruktur Ulaştırma ve Altyapı Bakanı                   |                                                      | Adil Karaismailoğlu  | 28. März 2020 bis 3. Juni 2023         |        | parteilos |
| Minister für Jugend und Sport Gençlik ve Spor Bakanı                                   |                                                      | Mehmet Kasapoğlu     | 9. Juli 2018 bis 3. Juni 2023          |        | parteilos |
| Handelsminister Ticaret Bakanı                                                         |                                                      | Ruhsar Pekcan        | 9. Juli 2018 bis 21. April 2021        |        | parteilos |
| Handelsminister Ticaret Bakanı                                                         |                                                      | Mehmet Muş           | 21. April 2021 bis 3. Juni 2023        |        | AKP       |
| Minister für Umwelt und Stadtplanung Çevre ve Şehircilik Bakanı                        |                                                      | Murat Kurum          | 9. Juli 2018 bis 3. Juni 2023          |        | parteilos |